# حرس الحدود الفنلندي

شعار حرس الحدود الفنلندي

حرس الحدود الفنلندي (بالفنلندية: Rajavartiolaitos؛ بالسويدية: Gränsbevakningsväsendet) هيئة الأمن القومي المسؤولة عن فرض الأمن على حدود فنلندا. وهي منظمة عسكرية تتبع وزارة الداخلية في المسائل الإدارية وإلى رئيس الجمهورية في القضايا المتعلقة سلطة الرئيس كقائد أعلى للقوات المسلحة (مثل الترقيات ضابط).
يضم عدد موظفو حرس الحدود 3600 من الرجال والنساء، من بينهم 500 مجند الذين لا يستخدمون لمراقبة الحدود في أوقات السلم. على تعبئة فإن حرس الحدود يكون كليا أو جزئيا دمجها في قوات الدفاع الفنلندية وزيادة قوتها مع جنود الاحتياط الذين خدموا تجنيدهم في حرس الحدود. يبلغ عديد قوات حرس الحدود 11.600 عنصر.